# Juncus
Juncus (rugină, rogoz) este un gen de plante erbacee acvatice din familia Juncaceae care trăiesc în regiuni umede mlăștionoase. Genul cuprinde ca. 300 de specii. O caracteristică este tulpina rotundă rigidă goală dinăuntru, terminată spre vârf cu o inflorescență.

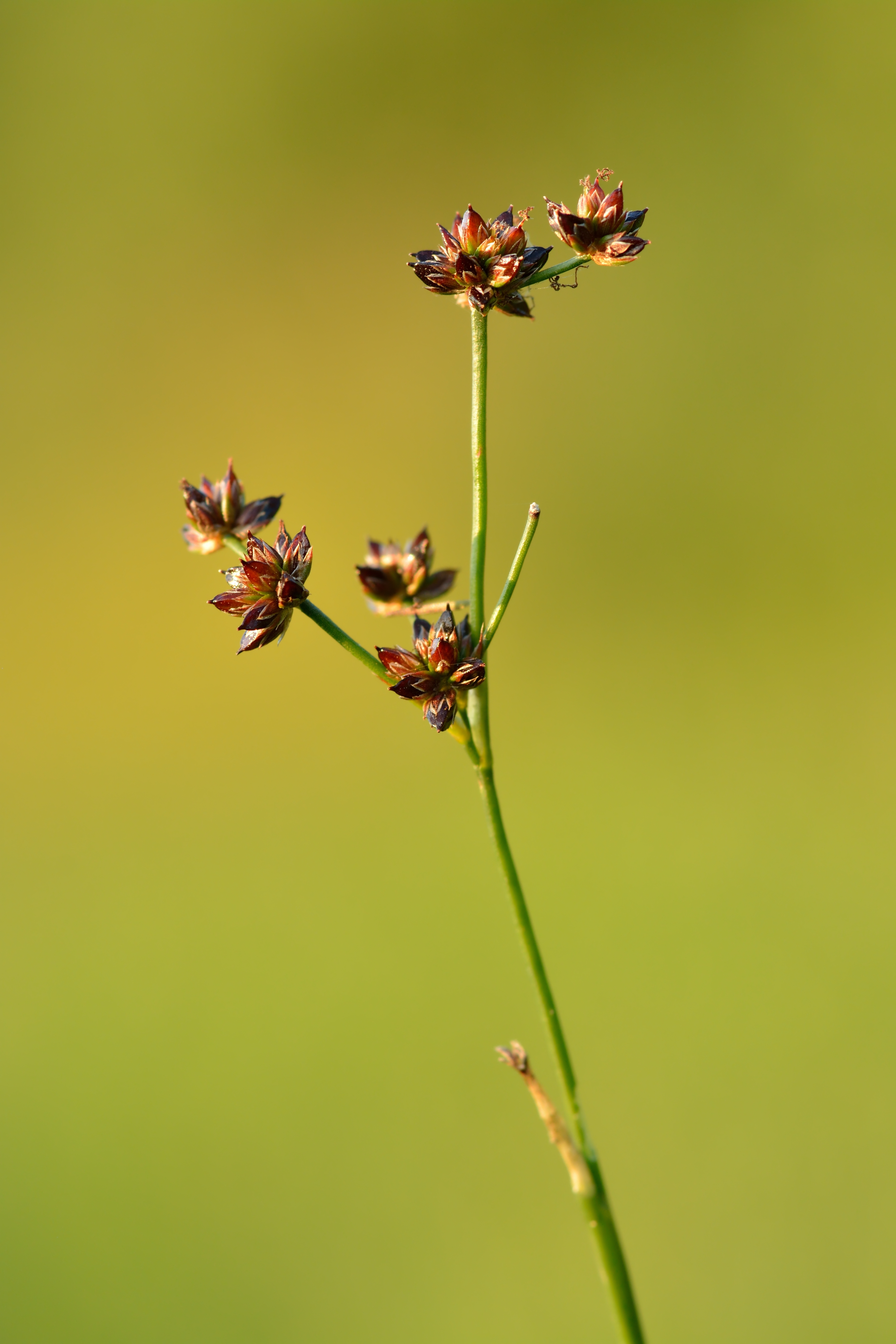
Juncus articulatus
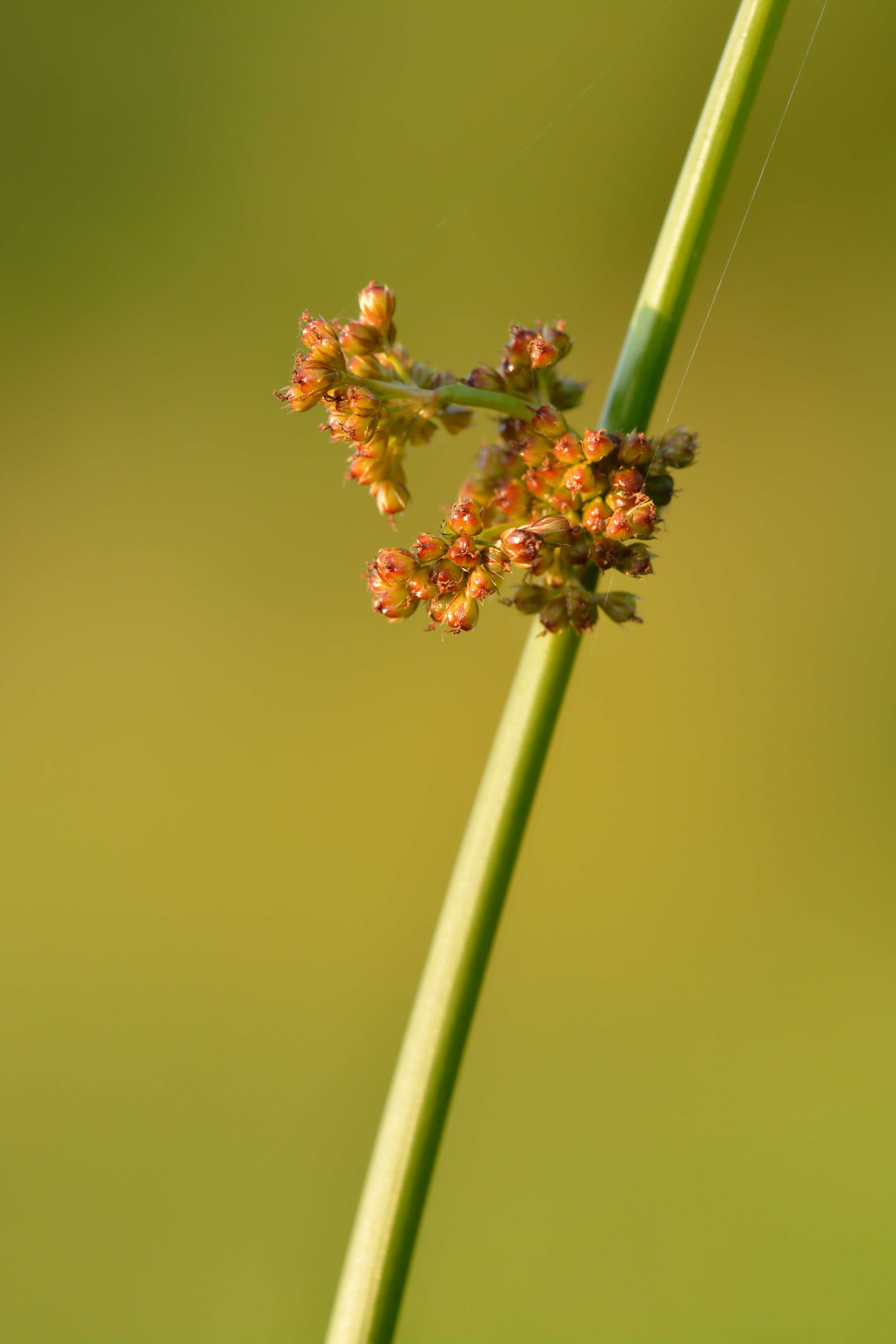
Juncus effusus
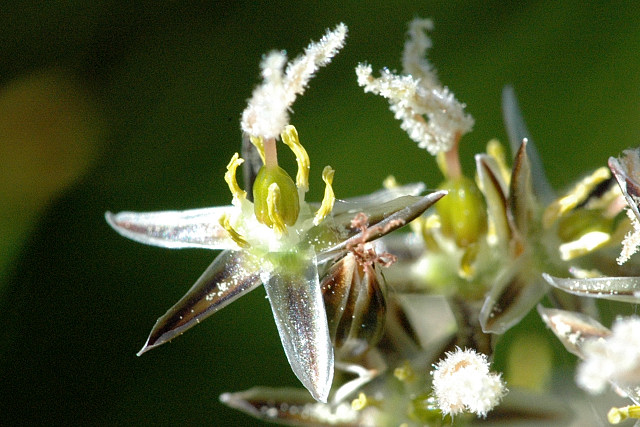
Floarea J. squarrosus

## Specii
Speciile din genul  Juncus după lista lui Kew Monocot 
- Juncus acuminatus Michx., Fl. Bor.-Amer. 1: 192 (1803)
- Juncus acutiflorus (Ehrh.) Hoffm., Deutschl. Fl.: 125 (1791)
- Juncus acutus L., Sp. Pl.: 325 (1753)
- Juncus aemulans Liebm., Vidensk. Meddel. Naturhist. Foren. Kjøbenhavn 2: 38 (1850)
- Juncus alatus Franch. & Sav., Enum. Pl. Jap. 2: 98 (1879)
- Juncus alexandri L.A.S.Johnson in M.R.Banks & al. (ed.), Aspects Tasmanian Bot.: 37 (1991)
- Juncus allioides Franch., Nouv. Arch. Mus. Hist. Nat., II, 10: 99 (1887)
- Juncus alpigenus K.Koch, Linnaea 21: 627 (1848)
- Juncus alpinoarticulatus Chaix, Pl. Vapinc.: 74 (1785)
- Juncus amabilis Edgar, New Zealand J. Bot. 2: 186 (1964)
- Juncus amplifolius A.Camus, Notul. Syst. (Paris) 1: 281 (1910)
- Juncus amuricus (Maxim.) V.I.Krecz. & Gontsch. in V.L.Komarov (ed.), Fl. URSS 3: 623 (1935)
- Juncus anatolicus Snogerup, Bot. Not. 131: 194 (1978)
- Juncus anceps Laharpe, Essai Monogr. Jonc.: 38 (1825)
- Juncus andersonii Buchenau in H.G.A.Engler, Pflanzenr., IV, 36: 202 (1906)
- Juncus antarcticus Hook.f., Fl. Antarct. 1: 79 (1844)
- Juncus anthelatus (Wiegand) R.E.Brooks & Whittem., Novon 9: 11 (1999)
- Juncus arcticus Willd., Sp. Pl. 2: 206 (1799)
- Juncus aridicola L.A.S.Johnson in J.M.Black, Fl. S. Austral., ed. 3, 1: 322 (1978)
- Juncus articulatus L., Sp. Pl.: 327 (1753)
- Juncus astreptus L.A.S.Johnson in M.R.Banks & al. (ed.), Aspects Tasmanian Bot.: 37 (1991)
- Juncus atratus Krock., Fl. Siles. 1: 562 (1787)
- Juncus australis Hook.f., Fl. Tasman. 2: 66 (1858)
- Juncus balticus Willd., Mag. Neuesten Entdeck. Gesammten Naturk. Ges. Naturf. Freunde Berlin 3: 298 (1809)
- Juncus bassianus L.A.S.Johnson in M.R.Banks & al. (ed.), Aspects Tasmanian Bot.: 37 (1991)
- Juncus benghalensis Kunth, Enum. Pl. 3: 360 (1841)
- Juncus beringensis Buchenau, Bot. Jahrb. Syst. 12: 226 (1890)
- Juncus biglumis L., Sp. Pl.: 328 (1753)
- Juncus biglumoides H.Hara, J. Jap. Bot. 49: 201 (1974)
- Juncus bolanderi Engelm., Trans. Acad. Sci. St. Louis 2: 470 (1868)
- Juncus brachycarpus Engelm. in A.Gray, Manual, ed. 5, 542 (1867)
- Juncus brachycephalus (Engelm.) Buchenau, Bot. Jahrb. Syst. 12: 268 (1890)
- Juncus brachyphyllus Wiegand, Bull. Torrey Bot. Club 27: 519 (1900)
- Juncus brachyspathus Maxim., Mém. Acad. Imp. Sci. Saint-Pétersbourg, Sér. 6, Sci. Math., Seconde Pt. Sci. Nat. 9: 293 (1859)
- Juncus brachystigma Sam. in H.R.E.Handel-Mazzetti, Symb. Sin. 7: 1236 (1936)
- Juncus brasiliensis Breistr., Bull. Soc. Sci. Isère, VI, 1: 609 (1947)
- Juncus brevibracteus L.A.S.Johnson, Telopea 5: 309 (1993)
- Juncus brevicaudatus (Engelm.) Fernald, Rhodora 6: 35 (1904)
- Juncus breviculmis Balslev, Brittonia 35: 303 (1983)
- Juncus breweri Engelm., Trans. Acad. Sci. St. Louis 2: 440 (1866)
- Juncus bryoides F.J.Herm., Leafl. W. Bot. 5: 117 (1948)
- Juncus bryophilus W.W.Sm., Edinburgh J. Bot. 51: 137 (1994)
- Juncus bufonius L., Sp. Pl.: 328 (1753)
- Juncus bulbosus L., Sp. Pl.: 327 (1753)
- Juncus burkartii Barros, Darwiniana 10: 431 (1953)
- Juncus caesariensis Coville, Mem. Torrey Bot. Club 5: 106 (1894)
- Juncus caespiticius E.Mey. in J.G.C.Lehmann, Pl. Preiss. 2: 47 (1846)
- Juncus canadensis J.Gay ex Laharpe, Essai Monogr. Jonc.: 46 (1825)
- Juncus capensis Thunb., Prodr. Pl. Cap. 1: 66 (1794)
- Juncus capillaceus Lam., Encycl. 3: 266 (1789)
- Juncus capillaris F.J.Herm., Leafl. W. Bot. 5: 116 (1948)
- Juncus capitatus Weigel, Observ. Bot.: 28 (1772)
- Juncus castaneus Sm., Fl. Brit. 1: 383 (1800)
- Juncus cephalostigma Sam. in H.R.E.Handel-Mazzetti, Symb. Sin. 7: 1233 (1936)
- Juncus cephalotes Thunb., Prodr. Pl. Cap.: 66 (1794)
- Juncus chiapasensis Balslev, Ann. Missouri Bot. Gard. 75: 379 (1988)
- Juncus chlorocephalus Engelm., Trans. Acad. Sci. St. Louis 2: 485 (1868)
- Juncus chrysocarpus Buchenau, Bot. Jahrb. Syst. 6: 201 (1885)
- Juncus clarkei Buchenau, Bot. Jahrb. Syst. 6: 210 (1885)
- Juncus compressus Jacq., Enum. Stirp. Vindob.: 60, 235 (1762)
- Juncus concinnus D.Don, Prodr. Fl. Nepal.: 44 (1825)
- Juncus concolor Sam. in H.R.E.Handel-Mazzetti, Symb. Sin. 7: 1232 (1936)
- Juncus confusus Coville, Proc. Biol. Soc. Wash. 10: 127 (1896)
- Juncus conglomeratus L., Sp. Pl.: 326 (1753)
- Juncus continuus L.A.S.Johnson in J.M.Black, Fl. S. Austral., ed. 3, 1: 325 (1978)
- Juncus cooperi Engelm., Trans. Acad. Sci. St. Louis 2: 590 (1868)
- Juncus cordobensis Barros, Lilloa 28: 279 (1957)
- Juncus coriaceus Mack., Bull. Torrey Bot. Club 56: 28 (1929)
- Juncus covillei Piper, Contr. U. S. Natl. Herb. 11: 182 (1906)
- Juncus crassistylus A.Camus, Notul. Syst. (Paris) 1: 278 (1910)
- Juncus curtisiae L.A.S.Johnson in M.R.Banks & al. (ed.), Aspects Tasmanian Bot.: 44 (1991)
- Juncus curvatus Buchenau in H.G.A.Engler (ed.), Pflanzenr., IV, 36: 128 (1906)
- Juncus cyperoides Laharpe, Essai Monogr. Jonc.: 57 (1825)
- Juncus debilis A.Gray, Manual: 506 (1848)
- Juncus decipiens (Buchenau) Nakai, Veg. Kamikochi: 35 (1928)
- Juncus densiflorus Kunth in F.W.H.von Humboldt, A.J.A.Bonpland & C.S.Kunth, Nov. Gen. Sp. 1: 238 (1816)
- Juncus deosaicus Noltie, Edinburgh J. Bot. 55: 41 (1998)
- Juncus diastrophanthus Buchenau, Bot. Jahrb. Syst. 12: 309 (1890)
- Juncus dichotomus Elliott, Sketch Bot. S. Carolina 1: 406 (1817)
- Juncus diemii Barros, Darwiniana 10: 65 (1952)
- Juncus diffusissimus Buckley, Proc. Acad. Nat. Sci. Philadelphia 14: 9 (1862)
- Juncus distegus Edgar, New Zealand J. Bot. 2: 183 (1964)
- Juncus dolichanthus L.A.S.Johnson, Telopea 5: 310 (1993)
- Juncus dongchuanensis K.F.Wu, Acta Phytotax. Sin. 32: 457 (1994)
- Juncus dregeanus Kunth, Enum. Pl. 3: 344 (1841)
- Juncus drummondii E.Mey. in C.F.von Ledebour, Fl. Ross. 4: 235 (1853)
- Juncus dubius Engelm., Trans. Acad. Sci. St. Louis 2: 459 (1868)
- Juncus dudleyi Wiegand, Bull. Torrey Bot. Club 27: 524 (1900)
- Juncus dulongjiongensis Novikov, Byull. Moskovsk. Obshch. Isp. Prir., Otd. Biol. 103(4): 69 (1998)
- Juncus durus L.A.S.Johnson & K.L.Wilson, Telopea 9: 380 (2001)
- Juncus duthiei (C.B.Clarke) Noltie, Edinburgh J. Bot. 51: 134 (1994)
- Juncus ebracteatus E.Mey., Syn. Junc.: 28 (1822)
- Juncus echinocephalus Balslev, Fl. Ecuador 11: 37 (1979)
- Juncus ecuadoriensis Balslev, Fl. Ecuador 11: 36 (1979)
- Juncus edgariae L.A.S.Johnson & K.L.Wilson, Telopea 9: 399 (2001)
- Juncus effusus L., Sp. Pl.: 326 (1753)
- Juncus elbrusicus Galushko, Novosti Sist. Vyssh. Rast. 6: 212 (1970)
- Juncus elliottii Chapm., Fl. South. U.S.: 494 (1860)
- Juncus emmanuelis A.Fern. & J.G.García, Bol. Soc. Brot., II, 21: 6 (1947)
- Juncus engleri Buchenau in H.G.A.Engler, Pflanzenr., IV, 36: 248 (1906)
- Juncus ensifolius Wikstr., Kongl. Vetensk. Acad. Handl. 2: 1 (1824)
- Juncus equisetinus Proskur., Byull. Moskovsk. Obshch. Isp. Prir., Otd. Biol. 80(2): 117 (1975)
- Juncus ernesti-barrosi Barros, Darwiniana 10: 433 (1953)
- Juncus exiguus (Fernald & Wiegand) Lint ex Snogerup & P.F.Zika, Preslia 74: 260 (2002)
- Juncus exsertus Buchenau, Monogr. Junc. Cap: 435 (1875)
- Juncus falcatus E.Mey., Syn. Luzul.: 34 (1823)
- Juncus fauriei Lév. & Vaniot, Bull. Soc. Bot. France 51: 292 (1904)
- Juncus fauriensis Buchenau, Notizbl. Königl. Bot. Gart. Berlin 3: 127 (1901)
- Juncus filicaulis Buchenau, Proc. Linn. Soc. New South Wales 28: 913 (1904)
- Juncus filiformis L., Sp. Pl.: 326 (1753)
- Juncus filipendulus Buckley, Proc. Acad. Nat. Sci. Philadelphia 1862: 8 (1862)
- Juncus fimbristyloides Noltie, Edinburgh J. Bot. 55: 39 (1998)
- Juncus firmus L.A.S.Johnson, Telopea 5: 311 (1993)
- Juncus flavidus L.A.S.Johnson in J.M.Black, Fl. S. Austral., ed. 3, 1: 325 (1978)
- Juncus fockei Buchenau, Bot. Jahrb. Syst. 12: 359 (1890)
- Juncus foliosus Desf., Fl. Atlant. 1: 315 (1798)
- Juncus fontanesii J.Gay ex Laharpe, Essai Monogr. Jonc.: 42 (1825)
- Juncus fugongensis S.Y.Bao, in Fl. Yunnanica 15: 804 (2003)
- Juncus ganeshii Miyam. & H.Ohba, J. Jap. Bot. 70: 245 (1995)
- Juncus georgianus Coville, Bull. Torrey Bot. Club 22: 44 (1895)
- Juncus gerardii Loisel., J. Bot. (Desvaux) 2: 284 (1809)
- Juncus giganteus Sam., Acta Hort. Gothob. 3: 70 (1927)
- Juncus glaucoturgidus Noltie, Edinburgh J. Bot. 51: 132 (1994)
- Juncus gonggae Miyam. & H.Ohba, J. Jap. Bot. 72: 162 (1997)
- Juncus gracilicaulis A.Camus, Notul. Syst. (Paris) 1: 279 (1910)
- Juncus gracillimus (Buchenau) V.I.Krecz. & Gontsch. in V.L.Komarov (ed.), Fl. URSS 3: 528 (1935)
- Juncus greenei Oakes & Tuck., Amer. J. Sci. Arts 45: 37 (1843)
- Juncus gregiflorus L.A.S.Johnson, Contr. New South Wales Natl. Herb. 3: 243 (1963)
- Juncus grisebachii Buchenau, Abh. Naturwiss. Vereine Bremen 3: 295 (1873)
- Juncus guadeloupensis Buchenau & Urb., Symb. Antill. 1: 496 (1900)
- Juncus gubanovii Novikov, Byull. Moskovsk. Obshch. Isp. Prir., Otd. Biol. 80(3): 130 (1975)
- Juncus gymnocarpus Coville, Mem. Torrey Bot. Club 17: 106 (1894)
- Juncus haenkei E.Mey., Syn. Junc.: 10 (1822)
- Juncus hallii Engelm., Trans. Acad. Sci. St. Louis 2: 433 (1866)
- Juncusharae Miyam. & H.Ohba, J. Jap. Bot. 68: 27 (1993)
- Juncus heldreichianus T.Marsson ex Parl., Fl. Ital. 2: 315 (1852)
- Juncus hemiendytus F.J.Herm., Leafl. W. Bot. 5: 118 (1948)
- Juncus heptopotamicus V.I.Krecz. & Gontsch. in V.L.Komarov (ed.), Fl. URSS 3: 628 (1935)
- Juncus hesperius (Piper) Lint, Preslia 74: 263 (2002)
- Juncus heterophyllus Dufour, Ann. Sci. Nat. (Paris) 5: 88 (1825)
- Juncus himalensis Klotzsch, Bot. Ergebn. Reise Waldemar: 60 (1862)
- Juncus holoschoenus R.Br., Prodr. Fl. Nov. Holl. 1: 259 (1810)
- Juncus homalocaulis F.Muell. ex Benth., Fl. Austral. 7: 128 (1878)
- Juncus howellii F.J.Herm., Leafl. W. Bot. 5: 182 (1949)
- Juncus hybridus Brot., Fl. Lusit. 1: 513 (1804)
- Juncus hydrophilus Noltie, Edinburgh J. Bot. 51: 138 (1994)
- Juncus imbricatus Laharpe, Essai Monogr. Jonc.: 61 (1825)
- Juncus inflexus L., Sp. Pl.: 326 (1753)
- Juncus ingens N.A.Wakef., Victoria Naturalist 73: 211 (1957)
- Juncus interior Wiegand, Bull. Torrey Bot. Club 27: 516 (1900)
- Juncus jacquinii L., Mant. Pl. 1: 63 (1767)
- Juncus jaxarticus V.I.Krecz. & Gontsch. in V.L.Komarov (ed.), Fl. URSS 3: 628 (1935)
- Juncus jinpingensis S.Y.Bao, in Fl. Yunnanica 15: 804 (2003)
- Juncus kelloggii Engelm., Trans. Acad. Sci. St. Louis 2: 494 (1868)
- Juncus khasiensis Buchenau, Bot. Jahrb. Syst. 12: 407 (1890)
- Juncus kingii Rendle, J. Bot. 44: 45 (1906)
- Juncus kleinii Barros, Sellowia 14: 27 (1962)
- Juncus krameri Franch. & Sav., Enum. Pl. Jap. 2: 99 (1879)
- Juncus kraussii Hochst., Flora 28: 342 (1845)
- Juncus laccatus P.F.Zika, Preslia 74: 261 (2002)
- Juncus laeviusculus L.A.S.Johnson in M.R.Banks & al. (ed.), Aspects Tasmanian Bot.: 38 (1991)
- Juncus leiospermus F.J.Herm., Leafl. W. Bot. 5: 113 (1948)
- Juncus leptospermus Buchenau, Bot. Jahrb. Syst. 6: 203 (1885)
- Juncus lesueurii Bol., Proc. Calif. Acad. Sci. 2: 179 (1863)
- Juncus leucanthus Royle ex D.Don, Proc. Linn. Soc. London 1: 10 (1840)
- Juncus leucomelas Royle ex D.Don, Proc. Linn. Soc. London 1: 10 (1840)
- Juncus liebmannii J.F.Macbr., Field Mus. Nat. Hist., Bot. Ser. 11(1): 9 (1931)
- Juncus littoralis C.A.Mey., Verz. Pfl. Casp. Meer.: 34 (1831)
- Juncus llanquihuensis Barros, Darwiniana 10: 425 (1953)
- Juncus lomatophyllus Spreng., Neue Entdeck. Pflanzenk. 2: 108 (1821)
- Juncus longiflorus (A.Camus) Noltie, Edinburgh J. Bot. 51: 134 (1994)
- Juncus longirostris Kuvaev, Bot. Zhurn. (Moscow & Leningrad) 57: 815 (1972)
- Juncus longistamineus A.Camus, Notul. Syst. (Paris) 1: 277 (1910)
- Juncus longistylis Torr. in W.H.Emory, Rep. U.S. Mex. Bound.: 223 (1859)
- Juncus luciensis Ertter, Mem. New York Bot. Gard. 39: 58 (1986)
- Juncus luzuliformis Franch., Nouv. Arch. Mus. Hist. Nat., II, 10: 99 (1887)
- Juncus macrandrus Coville, Ill. Fl. Pacific States 1: 367 (1923)
- Juncus macrantherus V.I.Krecz. & Gontsch. in V.L.Komarov (ed.), Fl. URSS 3: 626 (1935)
- Juncus macrophyllus Coville, Univ. Calif. Publ. Bot. 1: 65 (1902)
- Juncus marginatus Rostk., De Junco: 38 (1801)
- Juncus maritimus Lam., Encycl. 3: 264 (1789)
- Juncus maroccanus Kirschner, Preslia 76: 372 (2004)
- Juncus maximowiczii Buchenau, Bot. Jahrb. Syst. 12: 394 (1890)
- Juncus megacephalus M.A.Curtis, Boston J. Nat. Hist. 1: 132 (1835)
- Juncus megalophyllus S.Y.Bao, in Fl. Yunnanica 15: 804 (2003)
- Juncus meianthus L.A.S.Johnson ex K.L.Wilson, Taxon 50: 1112 (2001)
- Juncus membranaceus Royle, Proc. Linn. Soc. London 1: 10 (1840)
- Juncus mertensianus Bong., Mém. Acad. Imp. Sci. St.-Pétersbourg, Sér. 6, Sci. Math. 6(2): 167 (1833)
- Juncus micranthus Schrad. ex E.Mey., Syn. Luzul.: 31 (1823)
- Juncus microcephalus Kunth in F.W.H.von Humboldt, A.J.A.Bonpland & C.S.Kunth, Nov. Gen. Sp. 1: 237 (1816)
- Juncus milashanensis A.M.Lu & Z.Y.Zhang, Acta Phytotax. Sin. 17: 127 (1979)
- Juncus militaris Bigelow, Fl. Boston., ed. 2: 139 (1824)
- Juncus minimus Buchenau, Bot. Zeitung (Berlin) 25: 145 (1867)
- Juncus minutulus (Albert & Jahand.) Prain, Index Kew., Suppl. 5: 143 (1921)
- Juncus modicus N.E.Br., J. Linn. Soc., Bot. 36: 165 (1903)
- Juncus mollis L.A.S.Johnson, Telopea 5: 311 (1993)
- Juncus monanthos Jacq., Enum. Stirp. Vindob.: 61, 236 (1762)
- Juncus mustangensis Miyam. & H.Ohba, J. Jap. Bot. 78: 154 (2003)
- Juncus nepalicus Miyam. & H.Ohba, J. Jap. Bot. 68: 28 (1993)
- Juncus nevadensis S.Watson, Proc. Amer. Acad. Arts 14: 303 (1879)
- Juncus nodatus Coville in N.L.Britton & A.Brown, Ill. Fl. N. U.S., ed. 2, 1: 482 (1913)
- Juncus nodosus L., Sp. Pl., ed. 2, 1: 466 (1762)
- Juncus novae-zelandiae Hook.f., Fl. Nov.-Zel. 1: 264 (1853)
- Juncus nupela Veldkamp, Blumea 23: 415 (1977)
- Juncus obliquus Adamson, J. S. African Bot. 3: 165 (1937)
- Juncus occidentalis Wiegand, Bull. Torrey Bot. Club 27: 523 (1900)
- Juncus ochraceus Buchenau, Abh. Naturwiss. Vereine Bremen 3: 292 (1873)
- Juncus ochrocoleus L.A.S.Johnson, Telopea 5: 312 (1993)
- Juncus orchonicus Novikov, Byull. Moskovsk. Obshch. Isp. Prir., Otd. Biol. 90(5): 110 (1985)
- Juncus orthophyllus Coville, Contr. U. S. Natl. Herb. 4: 207 (1893)
- Juncus oxycarpus E.Mey. ex Kunth, Enum. Pl. 3: 336 (1841)
- Juncus oxymeris Engelm., Trans. Acad. Sci. St. Louis 2: 483 (1868)
- Juncus pallescens Lam., Encycl. 3: 268 (1789)
- Juncus pallidus R.Br., Prodr. Fl. Nov. Holl. 1: 258 (1810)
- Juncus papillosus Franch. & Sav., Enum. Pl. Jap. 2: 98, 532 (1876)
- Juncus parryi Engelm., Trans. Acad. Sci. St. Louis 2: 446 (1866)
- Juncus patens E.Mey., Syn. Luzul.: 28 (1823)
- Juncus pauciflorus R.Br., Prodr. Fl. Nov. Holl. 1: 259 (1810)
- Juncus pelocarpus E.Mey., Syn. Luzul.: 30 (1823)
- Juncus perpusillus Sam. in H.R.E.Handel-Mazzetti, Symb. Sin. 7: 1237 (1936)
- Juncus persicus Boiss., Diagn. Pl. Orient. 7: 101 (1846)
- Juncus pervetus Fernald, Rhodora 19: 17 (1917)
- Juncus phaeanthus L.A.S.Johnson, Telopea 5: 313 (1993)
- Juncus phaeocephalus Engelm., Trans. Acad. Sci. St. Louis 2: 484 (1868)
- Juncus pictus Steud., Syn. Pl. Glumac. 2: 305 (1855)
- Juncus planifolius R.Br., Prodr. Fl. Nov. Holl. 1: 259 (1810)
- Juncus polyanthemus Buchenau, Bot. Jahrb. Syst. 20: 261 (1895)
- Juncus polycephalus Michx., Fl. Bor.-Amer. 1: 192 (1803)
- Juncus potaninii Buchenau, Bot. Jahrb. Syst. 12: 394 (1890)
- Juncus prismatocarpus R.Br., Prodr. Fl. Nov. Holl. 1: 259 (1810)
- Juncus procerus E.Mey., Linnaea 3: 367 (1828)
- Juncus prominens (Buchenau) Miyabe & Kudo, Trans. Sapporo Nat. Hist. Soc. 5: 40 (1913)
- Juncus przewalskii Buchenau, Bot. Jahrb. Syst. 12: 398 (1890)
- Juncus psammophilus L.A.S.Johnson, Telopea 5: 314 (1993)
- Juncus punctorius L.f., Suppl. Pl.: 208 (1781)
- Juncus pusillus Buchenau, Junc. S. Amer.: 395 (1879)
- Juncus pygmaeus Rich. ex Thuill., Fl. Env. Paris, ed. 2: 178 (1800)
- Juncus pylaei Laharpe, Essai Monogr. Jonc.: 31 (1825)
- Juncus radula Buchenau, Krit. Verz. Juncac.: 92 (1880)
- Juncus ramboi Barros, Darwiniana 11: 283 (1957)
- Juncus ranarius Songeon & E.P.Perrier in P.C.Billot, Annot. Fl. France Allemagne: 192 (1859)
- Juncus ratkowskyanus L.A.S.Johnson in M.R.Banks & al. (ed.), Aspects Tasmanian Bot.: 43 (1991)
- Juncus rechingeri Snogerup, in Fl. Iran. 75: 19 (1971)
- Juncus regelii Buchenau, Bot. Jahrb. Syst. 12: 414 (1890)
- Juncus remotiflorus L.A.S.Johnson, Telopea 5: 315 (1993)
- Juncus repens Michx., Fl. Bor.-Amer. 1: 191 (1803)
- Juncus requienii Parl., Fl. Ital. 2: 346 (1852)
- Juncus revolutus R.Br., Prodr. Fl. Nov. Holl. 1: 259 (1810)
- Juncus rhotangensis Goel & Aswal, Indian J. Forest. 10: 262 (1987)
- Juncus rigidus Desf., Fl. Atlant. 1: 312 (1800)
- Juncus roemerianus Scheele, Linnaea 22: 348 (1849)
- Juncus rupestris Kunth, Enum. Pl. 3: 344 (1841)
- Juncus salsuginosus Turcz. ex E.Mey. in C.F.von Ledebour, Fl. Ross. 4: 230 (1853)
- Juncus sandwithii Lourteig, Publ. Comit. Nat. Franc. Rech. Antarct., Biol. 23: 44 (1968)
- Juncus sarophorus L.A.S.Johnson, Contr. New South Wales Natl. Herb. 3: 242 (1963)
- Juncus saximontanus A.Nelson, Bull. Torrey Bot. Club 29: 401 (1902)
- Juncus scabriusculus Kunth, Enum. Pl. 3: 354 (1841)
- Juncus scheuchzerioides Gaudich., Ann. Sci. Nat. (Paris) 5: 100 (1825)
- Juncus scirpoides Lam., Encycl. 3: 267 (1789)
- Juncus secundus P.Beauv. ex Poir. in J.B.A.M.de Lamarck, Encycl., Suppl. 3: 160 (1813)
- Juncus semisolidus L.A.S.Johnson, Telopea 5: 316 (1993)
- Juncus setchuensis Buchenau, Bot. Jahrb. Syst. 82(37): 17 (1905)
- Juncus sherei Miyam. & H.Ohba, J. Jap. Bot. 72: 293 (1997)
- Juncus sikkimensis Hook.f., Fl. Brit. India 6: 399 (1892)
- Juncus socotranus (Buchenau) Snogerup, Willdenowia 23: 49 (1993)
- Juncus sonderianus Buchenau, Monogr. Junc. Cap: 476 (1875)
- Juncus soranthus Schrenk, Bull. Cl. Phys.-Math. Acad. Imp. Sci. Saint-Pétersbourg 2: 193 (1843)
- Juncus sorrentinii Parl., Fl. Ital. 2: 356 (1857)
- Juncus sparganiifolius Boiss. & Kotschy ex Buchenau, Krit. Verz. Juncac.: 88 (1879)
- Juncus spectabilis Rendle, J. Bot. 44: 46 (1906)
- Juncus sphacelatus Decne. in V.Jacquemont, Voy. Inde 4: 172 (1844)
- Juncus sphaerocarpus Nees, Flora 1: 521 (1818)
- Juncus spumosus Noltie, Edinburgh J. Bot. 51: 139 (1994)
- Juncus squarrosus L., Sp. Pl.: 327 (1753)
- Juncus stenopetalus Adamson, J. S. African Bot. 8: 273 (1942)
- Juncus stipulatus Nees & Meyen, Observ. Bot.: 126 (1843)
- Juncus striatus Schousb. ex E.Mey., Syn. Junc.: 27 (1822)
- Juncus stygius L., Syst. Nat. ed. 10, 2: 987 (1759)
- Juncus subcaudatus (Engelm.) Coville & S.F.Blake, Proc. Biol. Soc. Wash. 31: 45 (1918)
- Juncus subglaucus L.A.S.Johnson, Telopea 5: 317 (1993)
- Juncus subnodulosus Schrank, Baier. Fl. 1: 616 (1789)
- Juncus subsecundus N.A.Wakef., Victoria Naturalist 73: 211 (1957)
- Juncus subtilis E.Mey., Syn. Luzul.: 31 (1823)
- Juncus subulatus Forssk., Fl. Aegypt.-Arab.: 75 (1775)
- Juncus subulitepalus Balslev, Fl. Neotrop. Monogr. 68: 136 (1996)
- Juncus supiniformis Engelm., Trans. Acad. Sci. St. Louis 2: 461 (1868)
- Juncustaonanensis Satake & Kitag., Bot. Mag. (Tokyo) 48: 610 (1934)
- Juncus tenageia Ehrh. ex L.f., Suppl. Pl.: 208 (1781)
- Juncus tenuis Willd., Sp. Pl. 2: 214 (1799)
- Juncus texanus (Engelm.) Coville, Fl. S.E. U.S.: 259 (1903)
- Juncus textilis Buchenau, Abh. Naturwiss. Vereine Bremen 17: 336 (1903)
- Juncus thomasii Ten., Index Seminum (NAP) 1827(App.): s.p.. (1827)
- Juncus thompsonianus L.A.S.Johnson in M.R.Banks & al. (ed.), Aspects Tasmanian Bot.: 45 (1991)
- Juncus thomsonii Buchenau, Bot. Zeitung (Berlin) 25: 148 (1867)
- Juncus tiehmii Ertter, Mem. New York Bot. Gard. 39: 60 (1986)
- Juncus tingitanus Maire & Weiller, in Fl. Afr. Nord 4: 284 (1957)
- Juncus tobdeniorum Noltie, Edinburgh J. Bot. 55: 42 (1998)
- Juncus torreyi Coville, Bull. Torrey Bot. Club 22: 303 (1895)
- Juncus trachyphyllus Miyam. & H.Ohba, J. Jap. Bot. 72: 164 (1997)
- Juncus trichophyllus W.W.Sm., Rec. Bot. Surv. India 6: 103 (1914)
- Juncus trifidus L., Sp. Pl.: 326 (1753)
- Juncus triformis Engelm., Trans. Acad. Sci. St. Louis 2: 492 (1868)
- Juncus triglumis L., Sp. Pl.: 328 (1753)
- Juncus trigonocarpus Steud., Syn. Pl. Glumac. 2: 308 (1855)
- Juncus turkestanicus V.I.Krecz. & Gontsch. in V.L.Komarov (ed.), Fl. URSS 3: 625 (1935)
- Juncus uncialis Greene, Pittonia 2: 105 (1890)
- Juncus uniflorus W.W.Sm., Rec. Bot. Surv. India 6: 104 (1914)
- Juncus uruguensis Griseb., Abh. Königl. Ges. Wiss. Göttingen 24: 317 (1879)
- Juncus usitatus L.A.S.Johnson, Contr. New South Wales Natl. Herb. 3: 241 (1963)
- Juncus vaginatus R.Br., Prodr. Fl. Nov. Holl. 1: 258 (1810)
- Juncus validus Coville, Bull. Torrey Bot. Club 22: 305 (1895), nom. cons. prop
- Juncus valvatus Link, J. Bot. (Schrader) 1799(2): 316 (1800)
- Juncus vaseyi Engelm., Trans. Acad. Sci. St. Louis 2: 448 (1866)
- Juncus venturianus Castillón, Revista Univ. Tucumán 7: 24 (1926)
- Juncus virens Buchenau in H.G.A.Engler, Pflanzenr., IV, 36: 220 (1906)
- Juncus wallichianus J.Gay ex Laharpe, Essai Monogr. Jonc.: 51 (1825)
- Juncus xiphioides E.Mey., Syn. Junc.: 50 (1822)
- Juncus yui S.Y.Bao, in Fl. Yunnanica 15: 804 (2003)